# First lieutenant
First lieutenant (premier lieutenant) est un grade militaire d'officier dans de nombreuses forces armées et, dans certaines forces, une nomination.
Le grade de lieutenant a des significations différentes dans les différentes formations militaires (voir le comparatif des grades militaires (en)), mais dans la majorité des cas, il est fréquemment sous-divisé en un grade senior (premier lieutenant) et un grade junior (second lieutenant). Dans les Marines, il peut se rapporter à un poste particulier plutôt qu'un grade.

## Royaume-Uni

### Armée Britannique
Dans l'armée britannique et les Royal Marines, le grade au-dessus de second lieutenant est tout simplement lieutenant (prononcé lef-tenant), avec aucun ordinal joint.
Avant 1871, lorsque l'ensemble de l'armée britannique prend l'usage du grade de « lieutenant », l'artillerie royale, les Royal Engineers et les régiments de fusiliers utilisent « lieutenant » et « second lieutenant ».

### Royal Navy
Le premier lieutenant (souvent abrégé en « 1st Lt »), sur un bâtiment de la Royal Navy est un poste ou une fonction, plutôt qu'un rang.
Historiquement, sur un bâtiment les lieutenants de vaisseau étaient classés en fonction de leur ancienneté, le plus ancien étant désigné par le terme « premier lieutenant » et agissant en tant que commandant en second, à moins que cette fonction ne soit tenue par un capitaine de frégate. Bien que les lieutenants de vaisseau ne soient plus classés par ancienneté, le poste de « premier lieutenant » demeure. Sur les petits bâtiments de guerre, les destroyers et les frégates, le « premier lieutenant » est officier en second (XO) et la tête de la structure fonctionnelle ; à bord de plus grands bâtiments où un officier supérieur d'une spécialité d'armes est nommé en tant que commandant en second, un « premier lieutenant » est désigné comme son adjoint. Le poste de premier lieutenant dans un établissement à terre porte une responsabilité semblable à celui du premier lieutenant d'un navire principal.Les termes familiers dans la Royal Navy pour le premier lieutenant comprennent « numéro un », « jimmy » (ou « jimmy ») et « James Premier » (une référence passée  à Jacques I d'Angleterre).

## États-Unis

Insigne du grade de premier lieutenant de l'armée américaine, le US Marine Corps, et l'US Air Force. Le style et le port peuvent varier entre les services.

Insigne dans l'armée américaine. Le style et le port peuvent varier entre les services.

Insigne dans l'US Marine Corps du grade de premier lieutenant. Le style et le port peuvent varier entre les services.

Insigne dans l'US Air Force du grade de premier lieutenant. Le style et le port peuvent varier entre les services.

### Armée américaine, Corps des Marines des États-Unis et US Air Force
Dans l'armée américaine, le corps des Marines des États-Unis, et l'US Air Force, un premier lieutenant est un officier junior. Il est juste au-dessus du grade de second lieutenant et juste en dessous du grade de capitaine. Il est équivalent au grade de lieutenant (junior grade) dans les autres services en uniforme.
La promotion au grade de lieutenant est régie par les politiques du Ministère de la Défense dérivés du Defense Officer Personnel Management Act de 1980. Les lignes directrices du DOPMA suggèrent que toutes les officiers « pleinement qualifié » devraient être promus premier lieutenant. Un second lieutenant (grade O-1) est généralement promu premier lieutenant (grade O-2) après 18 mois dans l'armée ou 24 mois dans le corps des Marines et l'Air Force. La différence entre les deux grade, est légère, surtout d'être plus expérimenté et d'avoir un salaire plus élevé. Il n'est pas rare de voir des officiers mutés à des postes nécessitant plus d'expérience après sa promotion au grade de premier lieutenant. Par exemple, dans l'armée et le corps des Marines, ces positions peuvent inclure le commandement d'un peloton spécialisé, ou à l'affectation au commandement en second d'une compagnie (70-250 soldats ou marines). Dans l'Armée de l'air, un premier lieutenant peut être un commandant de vol ou un officier d'une section chargé de diverses responsabilités en matière de surveillance, y compris la supervision de  plus de 100 personnes, bien que dans une unité volante, un premier lieutenant est un officier considéré (pilote, navigateur, ou directeur de combat aérien) qui vient juste de terminer la formation opérationnelle et a peu de responsabilités en matière de supervision.

### US Navy et Garde Côtière américaine
Dans la marine américaine et la garde côtière américaine, le premier lieutenant est le nom d'un poste de cantonnement et d'une position, plutôt que celui d'un grade. Il est tenu par l'officier chargé du service du pont. Sur de plus petits navires, le premier lieutenant détient le grade de lieutenant, grade junior ou d'enseigne de vaisseau. Sur les grands navires, le poste est occupé par un lieutenant ou, dans le cas de très gros navires de guerre tels que les porte-avions, un capitaine de corvette ou même capitaine de frégate. Cependant, dans les sous-marins et des escadrons d'aéronefs, où le service du pont peut n'avoir que quelques marins junior, le premier lieutenant peut être un membre enrôlé, comme un officier marinier de première classe ou quartier-maître. La division du premier lieutenant est généralement composée de jeunes marins (E-3 et en dessous) qui achèvent leurs les 90 jours de service temporaire, ou TAD, que toutes les personnes enrôlées sont tenues de le faire quand ils sont initialement affecté à un poste. La principale mission de la division est l'entretien, le nettoyage, l'organisation et l'inventaire des éléments à l'intérieur du commandement.

### U.S. Revenue Cutter Service
Le terme de premier lieutenant avait un double sens dans l'U.S. Revenue Cutter Service. Le titre du poste de premier lieutenant était détenu par un officier subalterne, qui était chargé des opérations de pont et de l'artillerie. Le grade de premier lieutenant était l'équivalent de lieutenant dans la structure actuelle des grades de la garde côtière américaine et de la marine des États-Unis. Le prochain grade d'officier supérieur au-dessus du premier lieutenant était le capitaine et le grade inférieur, celui de second lieutenant. Le grade de premier lieutenant a été utilisé lors de la formation de la garde côtière américaine en 1915 et a été utilisé jusqu'en 1918, lorsque la structure des grades de la marine des États-Unis a été adoptée.

## Indonésie

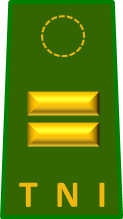
Insigen de premier lieutenant dans l'armée Indonésienne

En Indonésie, le « premier lieutenant » est connu comme Letnan Satu (Lettu). Le grade de lieutenant est composé de deux niveaux, qui sont les suivants:  second lieutenant (Letda) et  premier lieutenant (Lettu).

## Israël

IDF Rang:(קצין מקצועי אקדמאי (קמ"א - Katsín miktsoí akademai (Kama) - officier universitaire professionnel

Dans les forces de défense d'Israël, le grade au-dessus de second lieutenant est tout simplement lieutenant. Le grade de (קצין מקצועי אקדמאי (קמ"א (katsín miktsoí akademai ou "kama"), un officier universitaire professionnel (qui est un officier médecin, dentiste ou vétérinaire, officier judiciaire ou officier religieux), est équivalent à un officier professionnel de deuxième classe dans la réserve et l'équivalent de premier lieutenant.

## Autres pays
Pour les autres pays, le grade équivalent à celui de premier lieutenant de l'armée américaine (O-2) est répertorié ci-dessous :
- Afghanistan : Lomri baridman
- Albanie : Toger
- Angola : Primeiro tenente
- Pays de langue arabe à l'exception des anciennes former colonies françaises en Afrique du Nord : Mulazim awwal
- Argentine : Teniente primero (army); primer teniente (armée de l'air)
- Australie : Army lieutenant (prononcer left-enant); Royal Australian Navy sub-lieutenant (prononcer "loo-tenant")
- Autriche : Oberleutnant
- Azerbaïdjan : Baş leytenant
- Biélorussie : Cтарший лейтенант (starshiy leytenant)
- Belgique : Lieutenant (français); luitenant (néerlandais)
- Bhutan : Deda gom
- Bosnie-et-Herzégovine : Poručnik
- Brésil : Primeiro Tenente (pt)
- Bulgarie : starshiy leytenant (bg)
- Cambodge : Ak-no-say-ney-tor
- Canada : Lieutenant
- Cape Verde : Primeiro tenente
- Chine impériale (dynastie Qing): 副軍校 (Fù jūn xiào)
- République populaire de Chine : 中尉 (Zhōngwèi)
- République de Chine (Taiwan) : 中尉(Chungwei)
- Croatie : Natporučnik
- Cuba : Primer teniente
- Chili : Teniente
- Chypre : Ypolokhagos (armée) ; yposminagos (armée de l'air); anthypoploiarchos (marine)
- République Tchèque (et ancienne Tchécoslovaquie): Nadporučík
- Danemark : Premierløjtnant
- République Dominicaine : Primer teniente
- Estonie : Leitnant
- Finlande : Yliluutnantti
- France et autres pays de langue française : Lieutenant (armée de l'air/armée), enseigne de vaisseau de première classe (marine)
- Géorgie: უფროსი ლეიტენანტი (Up’rosi leytenanti)
- Allemagne : Oberleutnant
- Grèce : Ypolokhagos (army); yposminagos (air force); anthypoploiarchos (navy)
- Hongrie : Főhadnagy
- Indonésie :  Letnan satu
- Iran : ستوان یكم (Setvan yekom)
- République d'Irlande : Lieutenant (English); lefteanant (Irish)
- Italie : Tenente
- Japon : Nitō rikui 2等陸尉 (ou Nii 2尉) (moderne) / Chūi 中尉 (historique)
- Jordanie : ملازم أول (Moulazem awal)
- Kazakhstan : Старший лейтенант (russe), аға лейтенант (kazakh)
- Corée du Nord et Corée du Sud : 중위 (Jungwi)
- Laos : Roithõäkäd
- Lettonie : Virsleitnants
- Lituanie : Vyresnysis leitenantas
- Luxembourg : Premier lieutenant
- Malaisie a: Leftenan
- Mexique : Teniente primero
- Népal : Upa-senani
- République de Macédoine : Поручник (poručnik)
- Mongolie : Ахлах дэслэгч (Ahlah deslegch)
- Mozambique : Tenente
- Pays-Bas : Eerste luitenant
- Nicaragua : Teniente primero
- Norvège : Løytnant
- Pakistan : Lieutenant (army)
- Paraguay : Teniente primero
- Philippines : First lieutenant (anglais); pulimagat (Tagalog); primero teniente (espagnol philippin)
- Pologne : Porucznik
- Portugal : Tenente
- Romanie : Locotenent (actuel) ; locotenent-major (Pacte de Varsovie)
- Russie : russe : Старший лейтенант (starshy leytenant)
- Serbie: Поручник (poručnik)
- Singapour : Lieutenant
- Slovaquie : slovaque : 'Nadporučík'
- Slovénie : Nadporočnik
- Somalie : Dagaal
- Espagne et autre pays de langue espagnole à l'exception de l'Argentine, Cuba, la République Dominicaine, Nicaragua, Paraguay et Uruguay : Teniente
- Suriname : Luitenant
- Suède : Löjtnant
- Suisse : allemand : 'Oberleutnant'; français : 'premier lieutenant'; italien : 'primotenente'
- Thaïlande : Roi tho
- Tunisie : ملازم أول (moulazem awal)
- Turquie : Üsteğmen
- Ukraine : ukrainien : Cтарший лейтенант;  (starshy leytenant)
- Uruguay : Teniente primero
- Ouzbékistan : Katta leytenant
- Vietnam : Thượng úy
- Venezuela : Primer teniente
- Yougoslavie : Поручник (poručnik)